# Arthur Wynen
Arthur Wynen SAC (* 7. Juli 1880 in Duisburg; † 14. Juni 1962) war ein deutscher Kirchenrechtler.

## Leben
Nach dem Noviziat 1898 bei den Pallottinern in Limburg an der Lahn und der Priesterweihe 1904 studierte er ab 1908 Kirchenrecht an der Pontificia Università Gregoriana (1910 Dr. iur. can.). 1914 wurde er Anwalt an der  Römischen Rota und Sekretär des dortigen Auditors. Ab 1915 studierte er Rechtswissenschaften in Freiburg im Üechtland (1918 Dr. iur. utr.). Von 1919 bis 1927 war er Generalsekretär der Pallottiner. 1954 erhielt er das Große Bundesverdienstkreuz und wurde 1960 Konsultor der Zentralkommission für die Vorbereitung auf das Zweite Vatikanische Konzil.

## Schriften (Auswahl)
- Die Rechts- und insbesondere die Vermögensfähigkeit des Apostolischen Stuhles nach internationalem Recht. Freiburg im Breisgau 1920.
- Die päpstliche Diplomatie. Geschichtlich und rechtlich dargestellt. Freiburg im Breisgau 1922.
- Ludwig Kaas. Aus seinem Leben und Wirken. Trier 1953.